# Des kiwis et des hommes
Des kiwis et des hommes est une émission  de variétés québécoise diffusée à la chaîne Radio-Canada entre 2005 et 2012, filmée en direct du marché Jean-Talon du lundi au vendredi. Francis Reddy et Boucar Diouf y ont tenu le rôle d'animateur pour la majeure partie de la diffusion de l'émission, mais Vincent Graton et Jean-Nicolas Verreault ont également agi à titre de co-animateurs en ses débuts. Le titre de l'émission est une parodie du titre du roman Des souris et des hommes de John Steinbeck.

## Épisodes
Saison 1 (2005)
Saison 2 (2005-2006) 
Saison 3 (2006-2007) 
Saison 4 (2007-2008) 
Saison 5 (2008-2009) 
Saison 6 (2009-2010) 
Saison 7 (2010-2011) 
Saison 8 (2011-2012) 

## Concept
C'est une émission qui fait connaître toutes les cultures, « par le biais d’invités, de produits du terroir ou exotiques, de la musique et de la gastronomie ».

## Anecdote
En 2010, l'émission a retenu l'attention sur le web et un peu partout à travers le monde pour un extrait vidéo dans lequel un chef invité nettoie en direct une palourde royale, un mollusque géant à la forme caractéristiquement phallique, ce qui a pour effet de déclencher l'hilarité générale sur le plateau de tournage.